# Сао Франсиско (река)
Сао Франсиско (порт. São Francisco) је ријека у Бразилу, укупне дужине од 3.160 km. Некада је била позната као Опара од стране староседелачког становништва пре колонизације, а данас је познат и као „Вељо Чико”. Слив ове ријеке је четврти по величини у Јужној Америци. Извор ријеке се налази у држави Минас Жераис. Одатле тече на сјевер кроз унутрашњост Бразила, са сливом од 630.000 km², прије него што скрене на исток, творећи границу између Баије, Пернамбука и Алагоајса. При увирању у Атлантски океан чини границу између Сержипија и Алагоајса.
Веће притоке су: Параопеба, Абаете, Дас Вељас, Жекитај, Паракату, Урукуја, Верде Ганде, Карињања, Коренте, Гранде. Област којом протиче ова ријека је ненасељена или слабо насељена, уз изузетак градова на њеним обалама: Пирапора (Pirapora), Сао Франсиско (São Francisco), Жануарија (Januária), Бом Жесус да Лапа, Петролина, Жуазеиро, и Пауло Алфонсо. Након изградње бране Собрадињо, којом је омогућено наводњавање и производња воћа, градови Петролина и Жуазеиро су се почели брзо развијати.

## Историја
У сливу реке Сао Франциско говорили су се језици такса, трука, нату, карири, источни максакалијански језици, је језици и различити некласификовани изумрли језици.
Италијански истраживач Америго Веспучи први је пут угледао реку 4. октобра 1501. Године 1865, британски истраживач и дипломата Ричард Френсис Бартон пребачен је у Сантос у Бразилу. Истраживао је централно горје, возећи се кануом низ реку Сао Франциско од њеног извора до водопада Пауло Афонсо.

## Пловност
Сао Франциско је природно плован током целе године између Пирапоре (Минас Жераис) и градова близанаца Петролине (Пернамбуко) и Жуазеира (Баија), дужине од 1.371 km. Међутим, постоје велике варијације у дубини у зависности од падавина. Због разноликости физичких карактеристика током пловног дела, он се може поделити на три пододсека, како следи:
- Од Пирапоре до Пилао Аркадо (Бахиа), дужине од 1.015 km могу се појавити разлике у висини до 6 m због кише и суше.
- Од Пилао Аркадо до бране Собрадинхо; ова акумулација је дуга 314 km, са површином од 4.214 km² и адекватном дубином.
- Од бране Собрадинхо до Петролине/Жуазеиро, са дужином од 42 km и просечном дубином од 2 m, коју одржава проток од 1.500 m³/s.

До последњих година, Сао Франциско је био редовно плован типом путничког брода који се звао gaiola (на португалском за „кавез”). То су били пароброди са лопатицама, од којих су неки били речни бродови Мисисипија и датирају из времена Америчког грађанског рата. Након што је изграђена брана Собрадинхо у Баији, услови пловности су значајно измењени, пошто је велика величина резервоара омогућавала формирање кратких таласа значајне висине. Иако брана има навигациону преводницу, таласи и струје отежали су гајолама прелазак преко језера. Истовремено, крчење шума и прекомерна пољопривредна употреба вода горњег тока Сао Франциска и његових притока увелико је смањила проток воде у средњем току, стварајући пешчане обале и острва која су ометала пловидбу.
За кратко време услови су били такви да је пловидба постала немогућа за велике гајоле, иако је још увек била могућа за мање бродове. Олупине тих старих бродова још увек се могу видети на реци код Пирапора. Од 2009. године, један брод, Бенџамим Гуимараес, и даље је активан, правећи туристичка крстарења на кратке удаљености од Пирапоре до Сао Ромаоа и назад.

## Риболов
Више од 200 врста риба познато је из слива реке Сао Франциско и очекује се да ће у будућности бити откривено још неколико врста, посебно из релативно слабо познатих горњих делова реке. Око 10% рибљих врста из слива је угрожено, а око 13% је важно у рибарству. Око 64% врста риба познатих из слива су ендемичне, укључујући Conorhynchos conirostris (сом неизвесних таксономских афинитета), Lophiosilurus alexandri (спљоштени сом), Franciscodoras marmoratus (оклопљени сом), Pygocentrus piraya (највећа врста пиране), Orthospinus franciscensis (харацин и једини члан његовог рода), Hasemania nana (мала тетра која се често држи у акваријумима),i. Salminus franciscanus.. (сродник златног дорада). У сливу реке Сао Франциско налази се више од 40 годишњих врста морских риба, посебно из родова Cynolebias и Hypsolebias. Бране (спречавање миграције риба на реци) и загађење представљају проблем врстама у реци, а забележена су и масовна угинућа рибе.

## Хидроелектране
Хидроелектрични потенцијал реке је почео да се искориштава 1955. године, када је изграђена брана Пауло Афонсо између Баије и Алагоаса. Постројење Пауло Афонсо сада обезбеђује електричну енергију за цео североисточни Бразил. Касније су изграђене још четири велике хидроелектране: Трес Маријас у Минас Гераису, изграђена 1961. године, Собрадинхо у Баији, изграђена 1977. године, Луиз Гонзага (Итапарика), између Баије и Пернамбука, 1988. године и Ксинго код Пиранхаса 1994. године. Акумулација Собрадињо је једно од највећих вештачких језера на свету, са површином од 4.214 km².
Део драматичних кањона између брана Пауло Афонсо и Шинго, укључујући део резервоара Шинго, заштићени је споменик природе Рио Сао Франциско од 26.736 ha.